# داگ اناکین
داگ اناکین (انگلیسی: Doug Anakin; ۶ نوامبر ۱۹۳۰ – ۲۵ آوریل ۲۰۲۰) لژسوار اهل کانادا بود.